# Maria của România, Vương hậu Nam Tư
Maria của România (6 tháng 1 năm 1900 – 22 tháng 6 năm 1961), được biết đến trong tiếng Serbia với tên Marija Karađorđević (Kirin Serbia: Марија Карађорђевић), là Vương hậu của người Serbia, người Croatia và người Slovenia từ năm 1922 đến năm 1929 và là Vương hậu Nam Tư từ năm 1929 đến năm 1934 với tư cách là vợ của Aleksandar I của Nam Tư. Maria cũng là mẹ của Vua Petar II . Quyền công dân của Maria đã bị thu hồi và tài sản đã bị chính quyền Nam Tư tịch thu vào năm 1947, nhưng Maria đã được phục hồi danh dự sau khi mất vào năm 2014.